# Luís Semedo
Luís Hemir Silva Semedo (* 11. srpna 2003) je portugalský profesionální fotbalista, který hraje na pozici útočníka za anglický klub Sunderland AFC.

## Klubová kariéra

### Benfica B
Semedo odehrál celou svou mládežnickou kariéru v Benfice, kde v roce 2018 podepsal mládežnickou smlouvu jako hráč do 17 let.
Poté, co se během následující sezóny propracoval do kategorie do 18 a 19 let s průměrem více než jedné branky na zápas, mladý fotbalista podepsal svou první profesionální smlouvu s klubem v srpnu 2020.
Poté, co začal v polovině sezóny 2020/21 hrát za tým Benfiky U23 v Lize Revelação, stal se pravidelným členem základní sestavy a střelcem týmu během následující sezóny.
V té době také hrál klíčovou roli v Juniorské lize UEFA, kde tým Benfiky do 19 let vyhrál svou skupinu s Dynamem Kyjev, Barcelonou a Bayernem Mnichov. Semedo vstřelil gól proti poslednímu zmíněnému během venkovní výhry 2:0 v listopadu 2021 a také během posledního zápasu ve skupině, kdy vyhráli doma 1:0 nad ukrajinským soupeřem, což jim zajistilo první místo.
Během prvních tréninků pod vedením trenéra prvního týmu Jorge Jesuse si Semedo 23. ledna 2022 odbyl svůj profesionální debut za Benfiku B, když nahradil Duka během domácího vítězství v Segunda Lize nad Penafielem.
Semedo vstřelil vítězný gól Benfiky v Interkontinentálním poháru hráčů do 20 let 2022.

### Sunderland
Dne 18. června 2023 podepsal Semedo zadarmo pětiletou smlouvu se Sunderlandem hrajícím EFL Championship.
Semedo přestoupil 31. srpna 2024 do italského klubu Juventus Next Gen na hostování na sezónu 2024/25. Dohoda obsahovala opci na přestup.

## Reprezentační kariéra
Semedo se narodil v Portugalsku a má kapverdský původ. V průběhu sezóny 2019/20 byl vybrán do portugalského národního týmu do 16 let, později v září 2021 hrál za tým do 19 let.

## Statistiky

### Klubové
Platí k zápasu hranému 13. srpna 2024.
| Klub              | Sezóna            | Liga              | Liga   | Liga | Národní pohár | Národní pohár | Ligový pohár | Ligový pohár | Ostatní | Ostatní | Celkově | Celkově |
| Klub              | Sezóna            | Soutěž            | Zápasy | Góly | Zápasy        | Góly          | Zápasy       | Góly         | Zápasy  | Góly    | Zápasy  | Góly    |
| ----------------- | ----------------- | ----------------- | ------ | ---- | ------------- | ------------- | ------------ | ------------ | ------- | ------- | ------- | ------- |
| Benfica B         | 2021/22           | Segunda Liga      | 3      | 0    | —             | —             | —            | —            | —       | —       | 3       | 0       |
| Benfica B         | 2022/23           | Segunda Liga      | 18     | 2    | —             | —             | —            | —            | —       | —       | 18      | 2       |
| Benfica B         | Celkově           | Celkově           | 21     | 2    | 0             | 0             | 0            | 0            | 0       | 0       | 21      | 2       |
| Sunderland        | 2023/24           | EFL Championship  | 23     | 0    | 0             | 0             | 1            | 0            | —       | —       | 24      | 0       |
| Sunderland        | 2024/25           | EFL Championship  | 0      | 0    | 0             | 0             | 1            | 0            | —       | —       | 1       | 0       |
| Sunderland        | Celkově           | Celkově           | 23     | 0    | 0             | 0             | 2            | 0            | 0       | 0       | 25      | 0       |
| Celkově v kariéře | Celkově v kariéře | Celkově v kariéře | 44     | 2    | 0             | 0             | 2            | 0            | 0       | 0       | 46      | 2       |

## Úspěchy
Benfica (akademie)
- Juniorská liga UEFA: 2021/22
- Interkontinentální pohár hráčů do 20 let: 2022